# هنري جي. هاريسون
هنري جي. هاريسون (بالإنجليزية: Henry G. Harrison)‏ هو مهندس معماري أمريكي، ولد في 1813، وتوفي في 1895.